# 格利泽408
格利泽408是一顆位於獅子座距離太陽系21.6光年的恆星。離格利泽408最近的恆星分別是距離6.26光年的格利泽402和距離6.26光年的獅子座AD。
格利泽408是一顆光譜類型為M2.5V的紅矮星。由於光度只有太陽的0.37%，因此比太陽暗淡，但它仍然較比鄰星等其他紅矮星更亮。其溫度約為3400至3500K;質量為太陽的41%，半徑為太陽的43%。它的自轉速度最快可達2.3 km/s。格利泽408的周圍並沒有發現星周盤的證據。